# 早稲田ちえ
早稲田 ちえ（わせだ ちえ、1972年3月11日 - ）は、日本の漫画家。神奈川県出身。魚座。AB型。身長 154cm。靴サイズ 23.5。バスケ狂。
1987年、第5回なかよし新人まんが賞入賞の『北風と太陽と』が、『なかよしデラックス』（1988年お正月号）に掲載され、15歳でデビューする。以後、『なかよし』とその関連雑誌で多くの読み切り作品を発表する。
1997年に、「なかよしのお姉さん」的な位置付けで創刊された『Amie』で、『NERVOUS VENUS』を発表する。しかし、掲載誌が休刊したため中断。描き下ろし単行本での発表という話があったが、『なかよし増刊』での再開となった。しかし、2003年を最後に掲載はされず、未完。
2004年1月に、講談社漫画文庫『早稲田ちえCOLLECTION ―女神―』が発売された。
2015年9月に、KCDX『―女神― なかよし60周年記念版』が発売された。
代表作に『―女神―』『純情事情』など。

## 作品リスト
- 北風と太陽と （『なかよしデラックス』1988年 お正月号）（デビュー作）
- すぺしゃるすくーる （『なかよし』1988年 増刊号）
- あふたーすくーる （『なかよしデラックス』1988年 6号）
- 1月ロマネスク （『なかよし』1989年 1号）
- うわさになりたい （『なかよしデラックス』1989年 4号）
- 海のみえる… （『なかよし』1989年 7月号）
- ハードにやさしく （『なかよし』1989年 10月号）
- 鈴木くんと紅茶 （『なかよし』1990年 5月号）
- 家族のモンダイ （『なかよし』1990年 9-12月号）
- どうにもとまらない （『なかよしデラックス』1991年 1号）
- ぼやぼやできない （『なかよしデラックス』1991年 6号）
- 好きっていわない! （『なかよし』1992年 1-4月号）
- 神さまのいない日 （『なかよしデラックス』1992年 3号）
- とらわれの姫君 （『なかよし』1992年 10月号）
- ―女神― （『なかよし』1995年 4・5号）
- 情熱の嵐 （『なかぞう』1993年 クリスマス号）
- ヤング OH! OH! （『なかよし』1993年 3月号）
- 最後の楽園 （『なかぞう』1993年 クリスマス号）
- 熱視線 （『なかぞう』1993年 春休み号）
- 革命前夜 （『なかよし』1994年 7月号）
- 真夏の一秒 （『なかぞう』1994年 夏休み号）
- バージン・ショック （『なかよし』1995年 11月号）
- 家庭教師 （『なかぞう』1995年 クリスマス号）
- Summer Blue （『なかぞう』1996年 夏休み号）
- COUNT16 （『なかぞう』1996年 春休み号）
- 高慢チキ子ちゃん
  - 『なかよし』4月号 増刊号 1993年
  - 『るんるん』
    - 1993年 7・11月号
    - 1994年 5・11月号
    - 1995年 9月号
    - 1996年 1・9月号

  - 『なかよし2月号別冊ふろく バレンタインストーリーズ』 1996年
  - 『なかよし』8月号 増刊号 1997年
- NERVOUS VENUS（未完）
  - 『Amie』
    - 1997年 2-12月号
    - 1998年 2・4・5月号
    - 「I」(FIRST) 『クリスマス特別号』1998年
    - 「I」(SECOND) 『初夏号』1999年

  - なかよし増刊
    - 「X」野獣死すべし 『なつやすみランド』1999年
    - 「X」SPEED 『ふゆやすみランド』2001年
    - 「X」少女A 『はるやすみランド』2001年
    - EXTRA「X」共犯者 『なつやすみランド』2001年
    - 2002年 『ふゆやすみランド』 『はるやすみランド』 『なつやすみランド』
    - 2003年 『ふゆやすみランド』 『はるやすみランド』（単行本未収録）

  - 『なかよしラブリー』 夏の号 2003年（単行本未収録）
- 純情事情―春と修羅― （『なかよし増刊はるやすみランド』 2000年）

## 単行本
単行本はすべて講談社。
KCなかよし
- 家族のモンダイ 1992年3月 ISBN 4-06-178712-8
- 好きっていわない! 1992年9月 ISBN 4-06-178729-2
- 神様のいない日 1993年2月 ISBN 4-06-178739-X
- 最後の楽園 1995年1月 ISBN 4-06-178795-0
- ―女神― 1995年9月 ISBN 4-06-178815-9
- バージン・ショック 1996年6月 ISBN 4-06-178834-5
- SUMMER BLUE 1997年3月 ISBN 4-06-178857-4
- 高慢チキ子ちゃん 1999年8月 ISBN 4-06-178920-1
- 純情事情―春と修羅― 2000年10月 ISBN 4-06-178948-1

AmieKC
- NERVOUS VENUS
  1. 1997年10月 ISBN 4-06-340003-4
  2. 1998年8月 ISBN 4-06-340024-7
  3. 1999年1月 ISBN 4-06-340029-8
  4. 1999年12月 ISBN 4-06-340036-0
  5. 2002年4月 ISBN 4-06-340037-9

KCDX
- NERVOUS VENUS 6 2004年1月 ISBN 4-06-334813-X
- ―女神― なかよし60周年記念版 2015年9月 ISBN 978-4-06-377272-2

## 文庫
- ―女神― 早稲田ちえCOLLECTION 2004年1月 ISBN 4-06-360693-7